# Brassaiopsis ferruginea
Brassaiopsis ferruginea là một loài thực vật có hoa trong Họ Cuồng cuồng. Loài này được (H.L.Li) G.Hoo mô tả khoa học đầu tiên năm 1965.